# Gonodonta temperata
Gonodonta temperata är en fjärilsart som beskrevs av Walker 1857. Gonodonta temperata ingår i släktet Gonodonta och familjen nattflyn. Inga underarter finns listade i Catalogue of Life.